# Kamienica przy ulicy Moniuszki 5 w Katowicach
Kamienica przy ulicy Stanisława Moniuszki 5 w Katowicach – zabytkowa kamienica mieszkalno-handlowa, położona przy ulicy S. Moniuszki 5 w Katowicach, w dzielnicy Śródmieście. Zaprojektowana przez budowniczego A. Zimermana w stylu modernistycznym z elementami secesyjnymi, o ozdobnej fasadzie, m.in. z panneau pomiędzy oknami i motywem roślinnym ciągnącym się nad parterem. Kamienica, oddana do użytku w 1905 roku, od 13 sierpnia 2004 roku jest wpisana do rejestru zabytków. 

## Historia

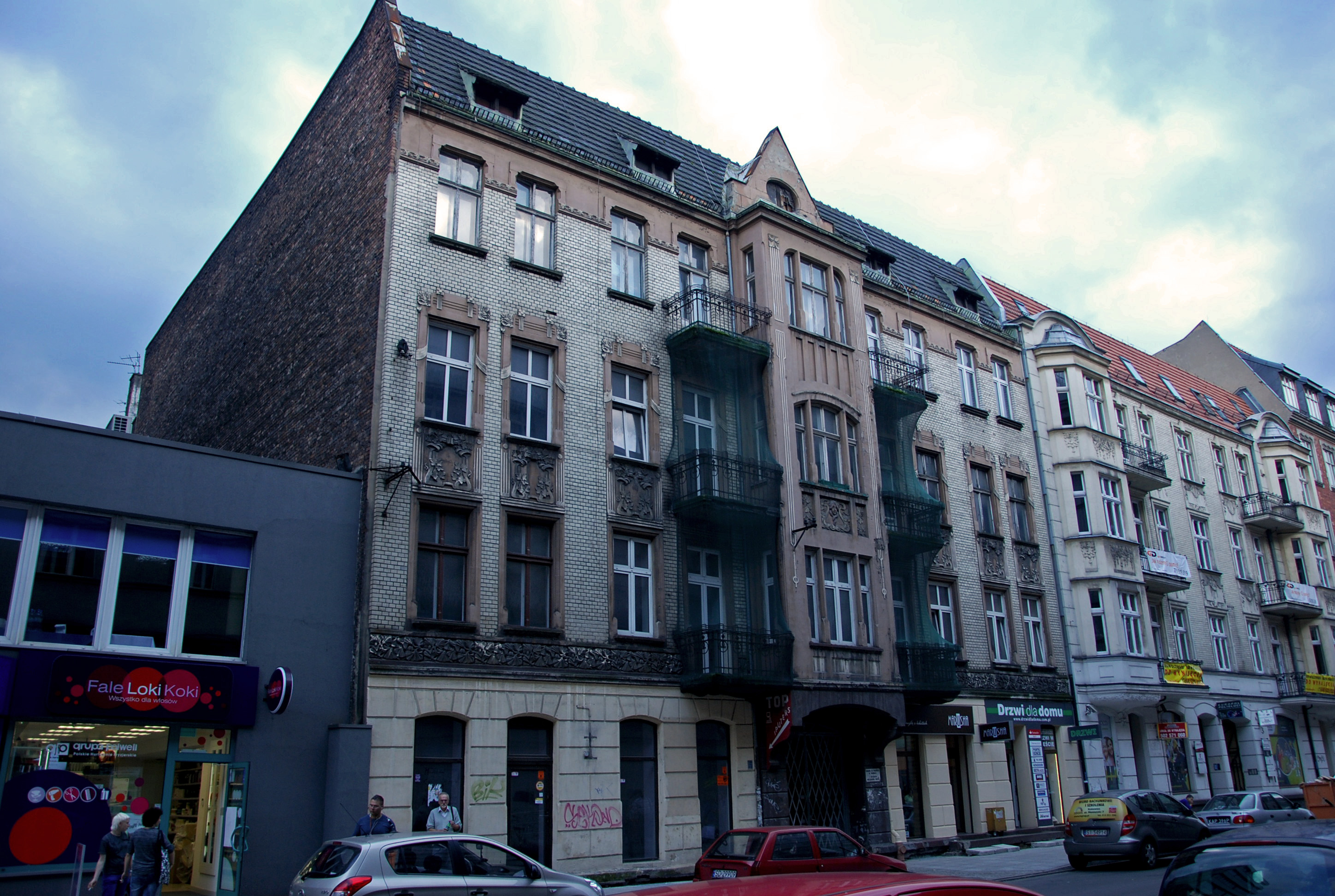
Kamienica we wrześniu 2014 roku

Kamienica została wzniesiona w 1905 roku według projektu budowniczego A. Zimermana. Została ona wybudowana przy ówczesnej Markgrafenstraße dla dwóch kupców: E. Goldsteina i E. Freudenthala. W latach 1907–1908 wybudowano kanalizację z odpływem bezpośrednim do Rawy, w 1908 roku zaś z uwagi na cofnięcie wiosną tego samego roku ścieków wraz z wodą z Rawy powstała studnia zbiorcza. W 1911 roku dobudowano balkony na drugiej kondygnacji w ścianach wewnętrznych zachodniej i wschodniej oficyny. W 1932 roku powstało przyłącze kanalizacyjne z kamienicy do sieci ciągnącej się wzdłuż ulicy S. Moniuszki, w ten sposób eliminując możliwość przedostawania się wody z Rawy.
W 1925 roku zarządcą kamienicy była Genowefa Niedzielowa, od 1928 roku zaś pojawia się Herman Beitner jako zarządca obiektu i Abraham Ingster jako jego właściciel. Według księgi adresowej wydanej w 1935 roku pozostawał on właścicielem tejże kamienicy. W tym czasie zamieszkiwały ją osoby różnych profesji, w tym: urzędnicy, właściciel drogerii, dyrektor, kolejarze, robotnicy i inni.
Po II wojnie światowej, jeszcze w 1952 roku pojawia się w dokumentach rodzina Ingsterów jako właściciele działki wraz ze znajdującą się na niej kamienicą przy ulicy S. Moniuszki 5. W tym samym roku przekazano w ramach darowizny na rzecz miasta Katowice działki położone w pasie drogowym ulicy. Dwa lata później, w 1954 roku kamienica ta jest już własnością komunalną. W tym samym roku powstała nielegalna szopa, która istniała do lat 80. XX wieku. W 1976 roku adaptowano część strychu. Lokale handlowo-usługowe na parterze powstały natomiast prawdopodobnie w latach 60.–70. XX wieku i zostały przebudowane w latach 90. XX wieku.
W 2002 roku kamienica była własnością prywatną mieszkańców budynku. 13 sierpnia 2004 roku zespół kamienicy wraz z oficynami wpisano do rejestru zabytków województwa śląskiego. W listopadzie 2016 roku kamienicę zakupiła spółka Śląskie Kamienice, a jej zakup był zdeterminowany pomyślną inwestycją tej samej firmy w położoną w pobliżu kamienicę przy ulicy S. Moniuszki 10 i 12.
W sierpniu 2022 roku w systemie REGON były aktywne 4 podmioty gospodarcze z siedzibą przy ulicy S. Moniuszki 5. W tym czasie działało tutaj także m.in. bistro oraz Okręgowe Biuro Turystyki Polskiego Związku Motorowego.

## Charakterystyka

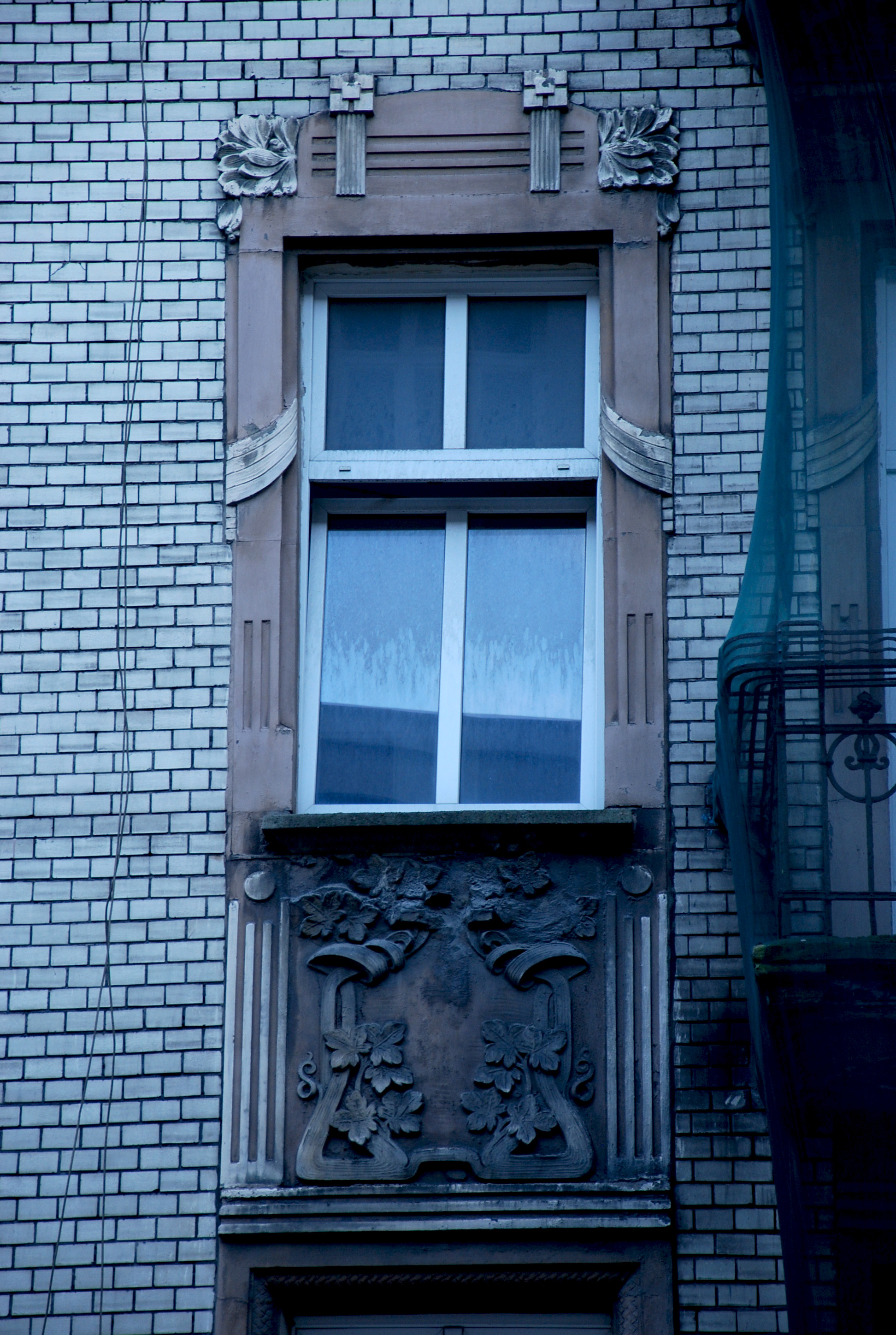
Jedno z okien na fasadzie ze znajdującym się pod nim panneau

Zabytkowa kamienica mieszkalno-handlowa położona jest przy ulicy S. Moniuszki 5 w katowickiej dzielnicy Śródmieście. Stoi ona w zwartej pierzei ulicy, po jej południowej stronie. Od południowej zaś strony sąsiaduje ona z otwartym kanałem Rawy
Wybudowana jest w stylu modernistycznym z elementami secesji (bądź eklektycznym z elementami secesyjnymi). Kamienica wraz z oficynami zbudowana jest na planie prostokąta, a oficyny zamykają dziedziniec wewnętrzny kamienicy z czterech stron. Kamienica kryta jest dachem mansardowym od strony ulicy z niewielkim spadkiem w stronę dziedzińca, kryta na mansardzie dachówką, na pozostałych połaciach zaś papą. Kamienica ma cztery kondygnacje, częściowo zaadaptowane poddasze i podpiwniczenie. Łączna powierzchnia zabudowy kamienicy i jej oficyn wynosi 645 m², całkowita zaś powierzchnia wynosi 3176,59 m².
Tynkowana fasada kamienicy jest dziesięcioosiowa ze znajdującym się w środkowej osi wykuszem podpartym łukiem odcinkowym na wspornikach. Ma ono secesyjne zdobienia i okna na każdej kondygnacji, a każde z nich jest inaczej zamknięte w nadprożu. Do wykusza po obydwu jego stronach przylegają balkony na trzech kondygnacjach z kutymi balustradami. Parter kamienicy jest boniowany, a nad nim znajduje się gzyms i fryz z motywem roślinnym w formie gałązek sosny z szyszkami. Okna drugiej i trzeciej kondygnacji są czterokwaterowe, prostokątne i objęte opaskami. Pomiędzy oknami drugiej i trzeciej kondygnacji wbudowane jest secesyjne panneau. Fasada zwieńczona jest gzymsem podokapowym pobudowanym pseudofryzem przechodzącym po nadprożach okiennych na czwartej kondygnacji. Na poziomie poddasza znajdują się cztery okna z lukarnami – po dwa po obydwu stronach wykusza.
Nietynkowane elewacje w dziedzińcu są ubogie w detal architektoniczny. Na elewacji zachodniej znajduje się pięcioboczny ryzalit przy klatce schodowej. Oficyna południowa ma okna od strony Rawy, nie ma ich zaś od strony dziedzińca.
Kamienica we wnętrzu podzielona jest na cztery niezależne od siebie komunikacyjne zespoły mieszkaniowe. Główna kamienica ma bramę wjazdową i wchodzącą w nią klatkę schodową. Budynek wyposażony jest w instalację wodno-kanalizacyjną, elektryczną, ogrzewanie gazowe (pierwotnie piecowe) i sieć telekomunikacyjną.
Kamienica wraz z oficynami jest wpisana do rejestru zabytków pod numerem A/120/04 – ochroną objęta jest kamienica w obrysie murów zewnętrznych oraz trzy oficyny usytuowane w granicach działki od strony wschodniej, zachodniej i południowej. Budynek wpisany jest także do gminnej ewidencji zabytków miasta Katowice.